# Alia bint al-Husayn
Alia bint al-Husayn (in arabo عالية بنت الحسين‎?; Amman, 13 febbraio 1956) è una principessa giordana.

## Biografia

### Educazione e matrimoni
La principessa Alia è nata nel 1956, come unica figlia di re Husayn e della regina Dina. Nutre la passione per l'equitazione sin dall'infanzia, avendo vissuto  a contatto con le scuderie di famiglia, e nel 1973 suo padre le conferì la proprietà di cavalli arabi purosangue con l'obiettivo di preservarli.
Frequentò ad Amman l'Ahiyyah School for Girls e il Rosary College, poi la Sibton Park School a Lyminge, la Benenden School a Cranbrook e la Millfield School a Street. Nel 1977 ottenne un Bachelor of Arts all'Università di Giordania.
Il 12 aprile 1977 sposò al palazzo Raghadan il tenente colonnello Nasser Wasfi Mirza (1945). La cerimonia di nozze si tenne l'11 luglio, ma nel 1988 giunsero al divorzio. Nello stesso anno, il 30 luglio, sposò in seconde nozze il Sayyid Mohammed Al-Saleh.

### Attività
Lavorò come cancelliera e artista alla British School of Archaeology e come direttrice del Royal Jordanian State Stud. Nel 1981 divenne membro vitalizio della World Arabian Horse Organization e nel 2014 entrò nel suo Comitato Esecutivo. Nel 1987 organizzò il primo spettacolo equestre di cavalli arabi della Giordania. Collabora con il Brooke Hospital for Animals dal 1988, anno in cui venne fondata la Brooke's Princess Alia Veterinary Clinic.
Dal 1993 è Direttrice della Royal Jordanian Equestrian Federation e dal 1995 della Jordan Meningitis Foundation. Ricopre lo stesso ruolo per le Scuderie Reali per la Conservazione del Cavallo Arabo, in veste del quale avviò il festival annuale "Arab Horse at Home". Ha presieduto l'European Conference of Arab Horse Organizations Show Commission dal 2011 al 2015 ed è membro del Comitato Onorario della Scuola di equitazione spagnola di Vienna.
È stata fondatrice della Princess Alia Foundation sotto il Ministero dello Sviluppo Sociale, allo scopo di promuovere l'equilibrio e il rispetto del creato con un approccio olistico, e ha ricoperto la carica di presidente onoraria dell'University of Jordan Alumni Club (UJAC).

## Patrocini
- Brooke Hospital for Animals Princess Alia Clinic di Wadi Musa.[1]

## Opere
- (EN) The Arabian Horse of Egypt, The American University in Cairo Press, 2010.[7]
- (EN) Royal Heritage: The Story of Jordan's Arab Horses, con Peter Upton, Medina Publishing Ltd, 2011.[7]
- (EN) Small Miracles: The Story of the Princess Alia Foundation, con Sarra Ghazi, Medina Publishing Ltd, 2014.[7]

## Discendenza
Alia bint al-Husayn e il primo marito Nasser Wasfi Mirza ebbero un figlio:
- Hussein (Amman, 12 febbraio 1981), sposato.

Con il secondo marito il Sayyid Mohammed Al-Saleh ebbe due figli:
- Talal (12 settembre 1989), sposato;
- Abdul Hamid (15 novembre 1992).

## Titoli e trattamento
- 13 febbraio 1956 - attuale: Sua Altezza Reale, la principessa Alia di Giordania

## Ascendenza
|                                            |                            |                         | Genitori        |  |  | Nonni |  |  | Bisnonni                 |  |  | Trisnonni         |  |
|                                            |                            |                         |                 |  |  |       |  |  | Abd Allah I di Giordania |  |  | al-Husayn ibn Ali |  |
|                                            |                            |                         |                 |  |  |       |  |  | Abd Allah I di Giordania |  |  | al-Husayn ibn Ali |  |
|                                            |                            | Abdiyya bint Abdullah   |                 |  |  |       |  |  | Abd Allah I di Giordania |  |  |                   |  |
| Talal di Giordania                         |                            |                         |                 |  |  |       |  |  | Abd Allah I di Giordania |  |  |                   |  |
|                                            |                            | Musbah bint Nasser      | Nasser Pasha    |  |  |       |  |  |                          |  |  |                   |  |
|                                            |                            | Musbah bint Nasser      | Nasser Pasha    |  |  |       |  |  |                          |  |  |                   |  |
|                                            |                            | Musbah bint Nasser      | Dilber Khanum   |  |  |       |  |  |                          |  |  |                   |  |
| Husayn di Giordania                        |                            | Musbah bint Nasser      |                 |  |  |       |  |  |                          |  |  |                   |  |
|                                            |                            | Jamil bin Nasser Al Awn | Nasser Pasha *  |  |  |       |  |  |                          |  |  |                   |  |
|                                            |                            | Jamil bin Nasser Al Awn | Nasser Pasha *  |  |  |       |  |  |                          |  |  |                   |  |
|                                            |                            | Jamil bin Nasser Al Awn | Dilber Khanum * |  |  |       |  |  |                          |  |  |                   |  |
| Zein al-Sharaf Talal                       |                            | Jamil bin Nasser Al Awn |                 |  |  |       |  |  |                          |  |  |                   |  |
|                                            |                            | Wijdan Shakir Pasha     | Shakir Pasha    |  |  |       |  |  |                          |  |  |                   |  |
|                                            |                            | Wijdan Shakir Pasha     | Shakir Pasha    |  |  |       |  |  |                          |  |  |                   |  |
|                                            |                            | Wijdan Shakir Pasha     | ...             |  |  |       |  |  |                          |  |  |                   |  |
| Alia bint al-Husayn                        |                            | Wijdan Shakir Pasha     |                 |  |  |       |  |  |                          |  |  |                   |  |
|                                            | Muhammad Abdul-Aziz Al-Aun | Awn ar-Rafiq            |                 |  |  |       |  |  |                          |  |  |                   |  |
|                                            | Muhammad Abdul-Aziz Al-Aun | Awn ar-Rafiq            |                 |  |  |       |  |  |                          |  |  |                   |  |
|                                            | Muhammad Abdul-Aziz Al-Aun | Fatima Khanum           |                 |  |  |       |  |  |                          |  |  |                   |  |
| Abdul-Hamid bin Muhammad Abdul-Aziz Al-Aun | Muhammad Abdul-Aziz Al-Aun |                         |                 |  |  |       |  |  |                          |  |  |                   |  |
|                                            |                            | Fatima bint Asad        | Asad            |  |  |       |  |  |                          |  |  |                   |  |
|                                            |                            | Fatima bint Asad        | Asad            |  |  |       |  |  |                          |  |  |                   |  |
|                                            |                            | Fatima bint Asad        | ...             |  |  |       |  |  |                          |  |  |                   |  |
| Dina bint 'Abd al-Hamid                    |                            | Fatima bint Asad        |                 |  |  |       |  |  |                          |  |  |                   |  |
|                                            |                            | ...                     | ...             |  |  |       |  |  |                          |  |  |                   |  |
|                                            |                            | ...                     | ...             |  |  |       |  |  |                          |  |  |                   |  |
|                                            |                            | ...                     | ...             |  |  |       |  |  |                          |  |  |                   |  |
| Fahria Brav                                |                            | ...                     |                 |  |  |       |  |  |                          |  |  |                   |  |
|                                            |                            | ...                     | ...             |  |  |       |  |  |                          |  |  |                   |  |
|                                            |                            | ...                     | ...             |  |  |       |  |  |                          |  |  |                   |  |
|                                            |                            | ...                     | ...             |  |  |       |  |  |                          |  |  |                   |  |
|                                            |                            | ...                     |                 |  |  |       |  |  |                          |  |  |                   |  |